# Chudobín (zámek)
Zámek Chudobín je zámek ve vsi Chudobín v okrese Olomouc z 18. století. Postaven byl na místě bývalé tvrze. Areál zámku doplňuje zámecký park. Zámek je chráněn jako kulturní památka ČR.

## Historie
První písemná zmínka o tvrzi pochází z roku 1448, kdy je zmiňována jako pustá. V roce 1571 vznikl na jejím místě trojkřídlý renesanční zámek, vystavěný pravděpodobně Jáchymem Zoubkem ze Zdědína. Barokní přestavba následovala v letech 1712–1714, když byl majitelem Rudolf Krištof z Wittenu. Nechal dostavět čtvrté křídlo a vybudovat arkády. Poslední stavební úprava podle návrhu Antona Archeho proběhla v roce 1847, kdy zámek a panství vlastnil Antonín Tersch. Zámek byl zvýšen o další patro a původní nárožní arkýře byly protaženy do přízemí, čímž vznikly rohové věže. Zámek tak získal klasicistní podobu s novorenesančními prvky. V sousedství zámku se také nachází dvoukřídlá budova patrová budova hospodářského stavení. Původně renesanční objekt nechal přestavět v 17. století Vavřinec Jan Rudawski, jak dokládá jeho erb z letopočtem 1665 umístěný na fasádě.
Majitelé sídla se během staletí střídali. Patřili mezi ně Zoubkové ze Zdětína (1481–1590), Hájovští (1590–1604), Bokůvkové z Bokůvky (1604–1622), polský šlechtic a spisovatel Vavřinec Jan Rudawski (1661–1671), pánové z Wittenu a Andlern a na počátku 19. století měšťanský rod Terschů.
Po roce 1945 sloužil zámek k různým účelům, např. jako sídlo zemědělské školy. V roce 1980 n. p. Sigma provedl rekonstrukci zámku na rekreační středisko a hotel. Při privatizaci získala areál společnost Sidia, která jej v roce 2004 uzavřela. V roce 2007 hotel koupila společnost Tech idea.
Zámek je veřejnosti stále nepřístupný.